# Israel Arts and Science Academy

## Descrizione
La Israel Arts and Science Academy (in ebraico: התיכון הישראלי למדעים ואומנויות?), o IASA in breve, è una scuola superiore per studenti dotati, provenienti da tutta Israele. IASA è stata fondata nel 1990 come un collegio per studiosi eccezionali in tutta Israele sia ebrei, musulmani o cristiani, laici o religiosi. La scuola, che si trova a Gerusalemme, fu fondata dal compianto Raphi Amram e dalla Società per l'eccellenza attraverso l'Istruzione e sostiene di essere "la scuola superiore più integrata in Israele". Circa 200 studenti vivono e studiano in IASA.

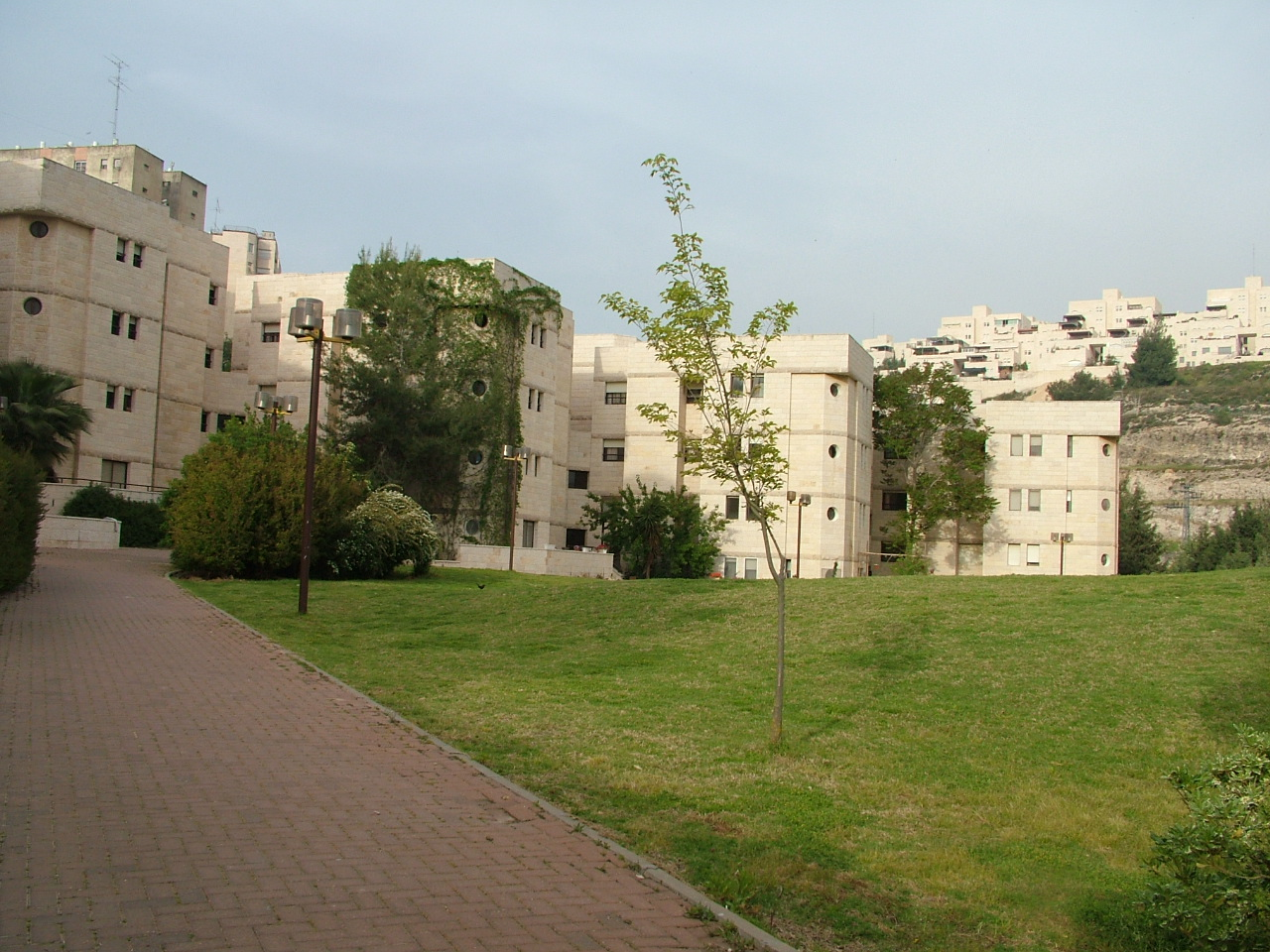
I dormitori

Gli studenti possono specializzarsi sia in scienze naturali, che in musica, arti visive o umanistiche, anche se la maggior parte dei soggetti studiano in classi miste (quelli che non sono legati alla loro area di interesse). Gli studenti di scienze scelgono un soggetto principale, come ad esempio: la fisica, la chimica, la biologia e devono anche imparare l'informatica e/o un altro soggetto.

## Storia
Il Dipartimento di Musica di IASA è stato plasmato da visioni di tre educatori importanti: il compositore israeliano ed etnomusicologo Andre Hajdu (allievo di Zoltán Kodály, Olivier Messiaen e Darius Milhaud), come pure il compositore ed educatore Michael Wolpe e l'insegnante di allenamento dell'orecchio, Bat Sheva Rubinstein. Il Dipartimento di Musica ha prodotto una generazione di giovani musicisti israeliani, diversi dalla corrente principale della scena musicale israeliana.
Gli studi nel reparto artistico consistono in pittura, scultura, fotografia, e le classi di videoarte. Gli studenti studiano anche la storia dell'arte moderna e l'arte classica. Nel secondo anno, gli studenti scrivono il proprio saggio accademico su qualsiasi argomento d'arte che hanno scelto. Nel loro terzo anno, gli studenti lavorano su una loro esposizione finale vera e propria.

## Il Dipartimento di Scienze Umanistiche
Il dipartimento di Discipline Umanistiche fu aperto durante l'anno scolastico 2007-2008. Era stato già aperto in un formato sperimentale parziale nell'anno scolastico 2006-2007. Gli studenti imparano dal programma "Grandi libri", dove si sottolinea la lettura di fonti primarie, discussioni di gruppo, commenti, analisi e scritti accademici. Nel "Programma Unico" del Dipartimento, gli studenti partecipano a vari corsi che sono disposti in un ordine crono-storico, dalla Grecia antica all'era moderna. Ogni corso ha una disciplina dominante diversa, ma il programma è interdisciplinare nella sua natura. Gli studenti sostengono in ogni corso diversi studi accademici in una scala variabile. Oltre al "Programma Unico", gli studenti sono obbligati ad altri tre requisiti:
1. Lo studio di una seconda lingua straniera: oltre lo studio dell'inglese obbligatorio nel sistema scolastico israeliano, gli studenti del Dipartimento hanno l'obbligo di imparare l'arabo, il francese o il latino. Gli studenti con il background della conoscenza di un'altra lingua possono imparare quella, invece.
2. Studio avanzato di due materie: lo studente può scegliere tra: Storia, Bibbia, Letteratura, Pensiero ebraico e Filosofia. Uno studente che vuole studiare una scienza esatta, può farlo entro gli studi "scientifici secondari" del Dipartimento di Scienze.
3. Scrivere una tesi finale: gli studenti scrivono una tesi in un campo qualsiasi delle discipline umanistiche. Tutte le tesi sono situate in uno standard accademico molto elevato e sono scritti sotto la guida di M.A. (Master of Arts) e di P.H.D. da istituti accademici e da parte del personale della scuola. Gli studenti spesso partecipano e vincono in competizioni per tesi di laurea notevoli presso il Ministero della Pubblica Istruzione e di altri istituti di ricerca.

Gli studenti spesso vanno in gita scolastica, di solito in luoghi che sono rilevanti per gli studi del "Programma Unico" (ad esempio il Deserto della Giudea, la Città Vecchia di Gerusalemme, ecc). Dall'anno accademico 2012-2013 gli studenti e i docenti del dipartimento tengono un "Book Discussion Club". Ogni mese o giù di lì, tutti i membri leggono un'opera letteraria e conducono un incontro in cui discutere e analizzare il pezzo.